# Bad Company (película de 2002)
Bad Company (titulado 9 días en España y Mala compañía o Malas compañías en Hispanoamérica) es una película cómica de acción de 2002 dirigida por Joel Schumacher, producida por Jerry Bruckheimer y protagonizada por Anthony Hopkins y Chris Rock.

## Argumento
Kevin Pope (Chris Rock) es un agente encubierto de la CIA que debe dar con una maleta en la que dentro hay una bomba bajo una identidad falsa, pero cuando es asesinado, la agencia busca a la desesperada una solución para llevar a cabo la misión. Cuando descubren que tuvo un hermano gemelo del que fue separado al nacer ambos debido a una afección pulmonar de este último del quien pensaban que no sobreviviría por mucho tiempo. Jake Hayes (Chris Rock), nombre del gemelo desaparecido se gana la vida jugando al ajedrez y a la reventa de entradas además de trabajar en pequeñas salas. Mientras, la novia de este (Kerry Washington) empieza a estar cansada de su inmadurez y rompe con él.
Tras ser convencido por la CIA, accede a someterse a un severo entrenamiento para mejorar su bajo estado de forma y viajar a Praga. Una vez allí, el agente Oakes (Anthony Hopkins) le informa del fallecimiento de su hermano y le enseña su antiguo apartamento de Manhattan donde es atacado por unos hombres. Después de escapar y salir ileso, acude a su madre adoptiva, la cual le convence de que acabe el trabajo.
Una vez en Praga y hacerse pasar por su hermano, se reúne con Adrik Vas (Peter Stormare), traficante de armas y excoronel del ejército ruso con hilos dentro de la mafia de su país. De vuelta al hotel, Hayes recibe la visita de Nicole (Garcelle Beauvais), novia de Pope que desconoce el fatídico destino de este. Tras ser emboscados por otros hombres interesados en la bomba y escapar in extremis, comprende que se trata de otro hombre y la mujer regresa a los Balcanes, donde trabaja para la CNN.
A pesar del suceso, ambos agentes siguen adelante y tras reunirse con Vas, consiguen hacerse con los códigos de desactivación del artefacto, pero cuando los otros hombres: miembros de una organización terrorista internacional pretenden activar el explosivo, descubren que necesitan los códigos por lo que secuestran a Julie, novia de Hayes.
Sin tiempo que perder, tanto Hayes como Oakes deben encontrar la bomba. Tras interrogar a uno de los criminales, este les revela que se encuentra en Grand Central Terminal, Nueva York y que el portador de la maleta es Dragan Adjanic (Matthew Harsh), el cual pone en marcha el explosivo. Por otro lado Oakes rescata a Hayes de una muerte segura y este empieza a introducir los números clave para desactivar el aparato mientras Adjanic mantiene a Julie como rehén. Con la idea de distraerle, Hayes finge traicionar a Oakes apuntándole con el arma y aprovechan la confusión para dispararle simultáneamente. 
Tras el éxito de la misión, Hayes lleva a su madre de acogida y a Julie al memorial dónde descansan los hombres caídos en acto de servicio, entre los que se encuentra su hermano desaparecido. Finalmente, ambos deciden casarse además de invitar a Oakes, quien felicita a la pareja poco después de gastarle una última broma a Hayes.

## Reparto
- Anthony Hopkins es Agente Gaylord Oakes.
- Chris Rock es Jake Hayes/Kevin Pope/Michael Turner.
- Peter Stormare es Adrik Vas.
- Gabriel Macht es Agente Seale.
- Kerry Washington es Julie.
- Adoni Maropis es Jarma.
- Garcelle Beauvais es Nicole.
- Matthew Marsh es Dragan Adjanic.
- Dragan Mićanović es Michelle 'Martillo' Petrov.
- John Slattery es Roland Yates.
- Brooke Smith es Agente Swanson.
- Daniel Sunjata es Agente Carew.
- DeVone Lawson Jr. es Agente Parish.
- Wills Robbins es Agente McCain.
- Marek Vašut es Andre.

## Recepción

### Taquilla
La recaudación en la cartelera fue discreta, solo en los cines de Estados Unidos recaudó 35.817.134 dólares y a nivel internacional 65.977.295 dólares sin superar el presupuesto inicial. En un principio iba a estrenarse en diciembre de 2001, sin embargo fue aplazado a causa de los atentados del 11 de septiembre del mismo año puesto que el argumento trataba sobre un acto terrorista en Nueva York.

### Críticas
La película fue vapuleada por la crítica. Desde Rotten Tomatoes puntuaron Bad Company con un 10% sobre un total de 133 reseñas en las que destacaba el "argumento predecible" y la "interpretación mediocre de ambos actores".
William Arnold de Seatle Post-Intelligencer comentó que "el film estuvo sobrecargado e iba con una motivación nada adecuada a satisfacer (y no) a cualquiera. Roger Ebert de The Chicago Sun-Times afirmó que el argumento "mezclaba varias tramas".
David Hunter de The Hollywood Reporter fue por su parte más flexivo y declaró: "la película tiene todos los elementos familiares de la casa Bruckheimer/Schumacher, y son elementos que hacen un buen trabajo a pesar de la diferente manera de actuar de Hopkins y Rock".